# Scherma in carrozzina ai III Giochi paralimpici estivi
Per la scherma in carrozzina ai Giochi paralimpici estivi di Tel Aviv 1968 furono disputate 10 gare (7 maschili e 3 femminili).

## Medagliere
Per la terza volta consecutiva ai Giochi paralimpici, l'Italia si aggiudicò il medagliere nella scherma in carrozzina.
| Pos.   | Nazione        |    |    |    | Totale |
| ------ | -------------- | -- | -- | -- | ------ |
| 1      | Italia         | 4  | 5  | 2  | 11     |
| 2      | Francia        | 3  | 4  | 1  | 8      |
| 3      | Israele        | 1  | 1  | 2  | 4      |
| 4      | Regno Unito    | 1  | 0  | 3  | 4      |
| 5      | Germania Ovest | 1  | 0  | 1  | 2      |
| 6      | Belgio         | 0  | 0  | 1  | 1      |
| Totale | Totale         | 10 | 10 | 10 | 30     |

## Risultati
| Competizione                             | Oro                                                                          | Argento                                                  | Bronzo                                    |
| ---------------------------------------- | ---------------------------------------------------------------------------- | -------------------------------------------------------- | ----------------------------------------- |
| Spada individuale maschile               | Roberto Marson                                                               | Vittorio Loi                                             | Serge Bec                                 |
| Spada a squadre maschile                 | Serge Bec Aimé Planchon Pierre Prestat                                       | Vittorio Loi Roberto Marson Franco Rossi                 | John Clark Brian Dickinson Terry Willett  |
| Fioretto individuale maschile            | Roberto Marson                                                               | Vittorio Loi                                             | Giuliano Koten                            |
| Fioretto individuale maschile (novizi)   | Hans-Joachim Böhm                                                            | Sasson Aharoni                                           | Willi Schneider                           |
| Fioretto a squadre maschile              | Giovanni Ferraris Vittorio Loi Roberto Marson Franco Rossi Germano Zanarotto | Serge Bec Aimé Planchon Pierre Prestat                   | John Clark Joe Slattery Cyril Thomas      |
| Sciabola individuale maschile            | Roberto Marson                                                               | Serge Bec                                                | Wilfred van Brauene                       |
| Sciabola a squadre maschile              | Serge Bec Aimé Planchon Roger Schuh                                          | Giovanni Ferraris Roberto Marson Germano Zanarotto       | ???                                       |
| Fioretto individuale femminile           | Monique Siclis                                                               | Elena Monaco                                             | Sally Haynes                              |
| Fioretto individuale femminile (novizie) | Shoshana Sharabi                                                             | Françoise Pequin-Le Doze                                 | Ayala Malchan                             |
| Fioretto a squadre femminile             | Shelagh Finnegan Valerie Forder Sally Haynes                                 | Sylviane Guesnon Françoise Pequin-Le Doze Monique Siclis | Elena Monaco Irene Monaco Anna Maria Toso |
| Totale                                   | 10                                                                           | 10                                                       | 10                                        |